# Новокузнецкая ГТЭС
ГТЭС «Новокузнецкая» — газотурбинная электростанция, введенная в эксплуатацию в 2014 году в городе Новокузнецк Кемеровской области. Входит в состав Сибирской генерирующей компании и располагается на территории Кузнецкой ТЭЦ. Функционирует на оптовом рынке электрической энергии и мощности, построена в рамках инвестиционной программы СГК.

## История
Строительство станции началось 23 ноября 2011 года. Торжественная церемония запуска электростанции состоялась 14 октября 2014 года.

## Конструкция станции
Проект станции призван ликвидировать энергодефицит в Южном энергорайоне Кемеровской области и предотвратить его возникновение по Кузбассу в целом, повысить выработку и эффективность генерирующей компании и заместить выбывающие мощности.
Станция будет работать в режиме постоянной готовности газотурбинных блоков для покрытия пиковых нагрузок в Кузбасской энергосистеме.
Проектное время работы станции — до 2000 часов в год, выработка электроэнергии — до 596 млн кВт⋅ч.
Проект строительства предусматривал сооружение двух газотурбинных установок суммарной мощностью 298 МВт, представляющих собой блок № 14 и блок № 15 ГТЭС Новокузнецкая.
Топливом для ГТЭС служит природный газ (годовая потребность до 250 млн м³).
Тепловая схема каждого блока включает газовую турбину ГТЭ-145 и выхлопную систему. Время пуска из холодного состояния — 2 часа 30 минут, нагрузки одной ГТУ до номинальной нагрузки − 18 минут.
Выдача мощности будет осуществляется в прилегающую сеть классом напряжения 220 кВ.
Весь комплекс строительно-монтажных работ на объекте выполнял генеральный подрядчик строительства — ОАО «Сибирьэнергоинжиниринг». Поставщиком газотурбинного оборудования стала компания ОАО «Силовые машины», комплектующим силовое оборудование энергоблоков — ОАО «Подольский машиностроительный завод».